# Yanna Sorokina
Yanna Sorokina (Zaporiyia, Ucrania, 31 de marzo de 1976) es una clavadista o saltadora de trampolín ucraniana especializada en trampolín de 3 metros, donde consiguió ser medallista de bronce olímpica en 2000 en los saltos sincronizados.

## Carrera deportiva
En los Juegos Olímpicos de 2000 celebrados en Sídney (Australia) ganó la medalla de bronce en los saltos sincronizados desde el trampolín de 3 metros, con una puntuación de 290 puntos, tras las rusas y las chinas, siendo su pareja de saltos Olena Zhupina.